# 1er arrondissement d'Antananarivo
Le 1er arrondissement d'Antananarivo est l'arrondissement central de la capitale de Madagascar.

## Description
Situé au centre-ville de la capitale, Analakely ou « petite forêt » regroupe la majorité des commerces de la capitale.
Le Ier arrondissement a une superficie de 8,92 km2, une altitude de  1 262 mètres et il abrite 21% de la population d'Antananarivo.
Ses limites sont : au nord, le quartier Antohomadinika ; au sud le quartier Ambatovinaky ; à l'est, il jouxte le quartier d'Ampandrana ; et à l'ouest, avec Andohatapenaka I.
L'élu du Ier arrondissement est Serge Rakotomavo.
Analakely abrite entre-autres, le marché d'Anakely, la gare de Soarano, le centre communautaire d'Analakely.
Il est traversé par l'avenue de l'Indépendance et par la route nationale 7.

## Histoire
Au début du XXe siècle, les Français asséchent une vingtaine d’hectares de marais et de rizières au pied de la ville haute pour créer le quartier d'Analakely.
Ces travaux de création de la ville basse, comprennent, entre-autres, la construction de l’avenue Fallières, des escaliers d'Analakely et de la gare de Soarano.

## Quartiers
Le premier arrondissement est constitué de 55 quartiers répartis dans 44 fokontany.
| Fkt. | №  | Quartier                    | Quartier                    |
| ---- | -- | --------------------------- | --------------------------- |
| 1    | 1  | Ambalavao Isotry            | Ambalavao Isotry            |
| 2    | 2  | Ambatonakanga               | Ambatonakanga               |
| 2    | 3  | Ambotsirohitra              | Ambotsirohitra              |
| 2    | 4  | Analakely                   | Analakely                   |
| 3    | 5  | Ambatovinaky                | Ambatovinaky                |
| 4    | 6  | Ambodifilao                 | Ambodifilao                 |
| 4    | 7  | Ambodrona                   | Ambodrona                   |
| 4    | 8  | Soarano                     | Soarano                     |
| 5    | 9  | Ampandrana                  | Ampandrana                  |
| 5    | 10 | Ankadivato                  | Ankadivato                  |
| 6    | 11 | Amparibe                    | Amparibe                    |
| 6    | 12 | Ambohidahy                  | Ambohidahy                  |
| 6    | 13 | varatr'Imahamasina          | varatr'Imahamasina          |
| 7    | 14 | Ambatomena                  | Ambatomena                  |
| 7    | 15 | Ampasamadinika              | Ampasamadinika              |
| 7    | 16 | Amboasarikely               | Amboasarikely               |
| 8    | 17 | Anatihazo Isotry            | Anatihazo Isotry            |
| 9    | 18 | Andavamamba-Anatihazo I     | Andavamamba-Anatihazo I     |
| 10   | 19 | Andavamamba-Anatihazo II    | Andavamamba-Anatihazo II    |
| 11   | 20 | Andavamamba-Anjezika I      | Andavamamba-Anjezika I      |
| 12   | 21 | Andavamamba-Anjezika II     | Andavamamba-Anjezika II     |
| 13   | 22 | Andohatapenaka I            | Andohatapenaka I            |
| 14   | 23 | Andohatapenaka II           | Andohatapenaka II           |
| 15   | 24 | Andohatapenaka III          | Andohatapenaka III          |
| 16   | 25 | Andranomanalina Afovoany    | Andranomanalina Afovoany    |
| 17   | 26 | Andranomanalina I           | Andranomanalina I           |
| 18   | 27 | Andranomanalina Isotry      | Andranomanalina Isotry      |
| 19   | 28 | nkasina                     | nkasina                     |
| 20   | 29 | Antanimalalaka Analakely    | Antanimalalaka Analakely    |
| 21   | 30 | Antetezana Afovoany I       | Antetezana Afovoany I       |
| 22   | 31 | Antetezana Afovoany II      | Antetezana Afovoany II      |
| 23   | 32 | Antohomadinika Afovoany     | Antohomadinika Afovoany     |
| 24   | 33 | Antohomadinika Atsimo       | Antohomadinika Atsimo       |
| 25   | 34 | Antohomadinika Avaratra     | Antohomadinika Avaratra     |
| 26   | 35 | Antohomadinika FAAMI        | Antohomadinika FAAMI        |
| 27   | 36 | Antohomadinika III G Hangar | Antohomadinika III G Hangar |
| 28   | 37 | Avaratetezana Bekiraro      | Avaratetezana Bekiraro      |
| 29   | 38 | Ambodinisotry               | Ambodinisotry               |
| 30   | 39 | Ampefiloha                  | Ampefiloha                  |
| 31   | 40 | 67 Ha                       | Afovoany-Andrfana           |
| 32   | 40 | 67 Ha                       | Atsimo                      |
| 33   | 40 | 67 Ha                       | Avaratra-Andrefana          |
| 34   | 40 | 67 Ha                       | Avaratra-Atsinanana         |
| 35   | 41 | Lalamby sy ny Manodidina    | Lalamby sy ny Manodidina    |
| 36   | 42 | Faravohitra Ambony          | Faravohitra Ambony          |
| 37   | 43 | Faravohitra Mandrosoa       | Faravohitra Mandrosoa       |
| 38   | 44 | Isoraka                     | Isoraka                     |
| 38   | 45 | Ampatsakana                 | Ampatsakana                 |
| 38   | 46 | Ambalavao                   | Ambalavao                   |
| 39   | 47 | Tsaralalàna                 | Tsaralalàna                 |
| 39   | 48 | Isotry Atsinanana           | Isotry Atsinanana           |
| 40   | 49 | Manarintsoa Afovoany        | Manarintsoa Afovoany        |
| 41   | 50 | Manarintsoa Anatihazo       | Manarintsoa Anatihazo       |
| 42   | 51 | Manarintsoa Antsinanana     | Manarintsoa Antsinanana     |
| 43   | 52 | Manarintsoa Isotry          | Manarintsoa Isotry          |
| 44   | 53 | Soarano                     | Soarano                     |
| 44   | 54 | Ambondrona                  | Ambondrona                  |
| 44   | 55 | Tsiazotafo                  | Tsiazotafo                  |

## Galerie

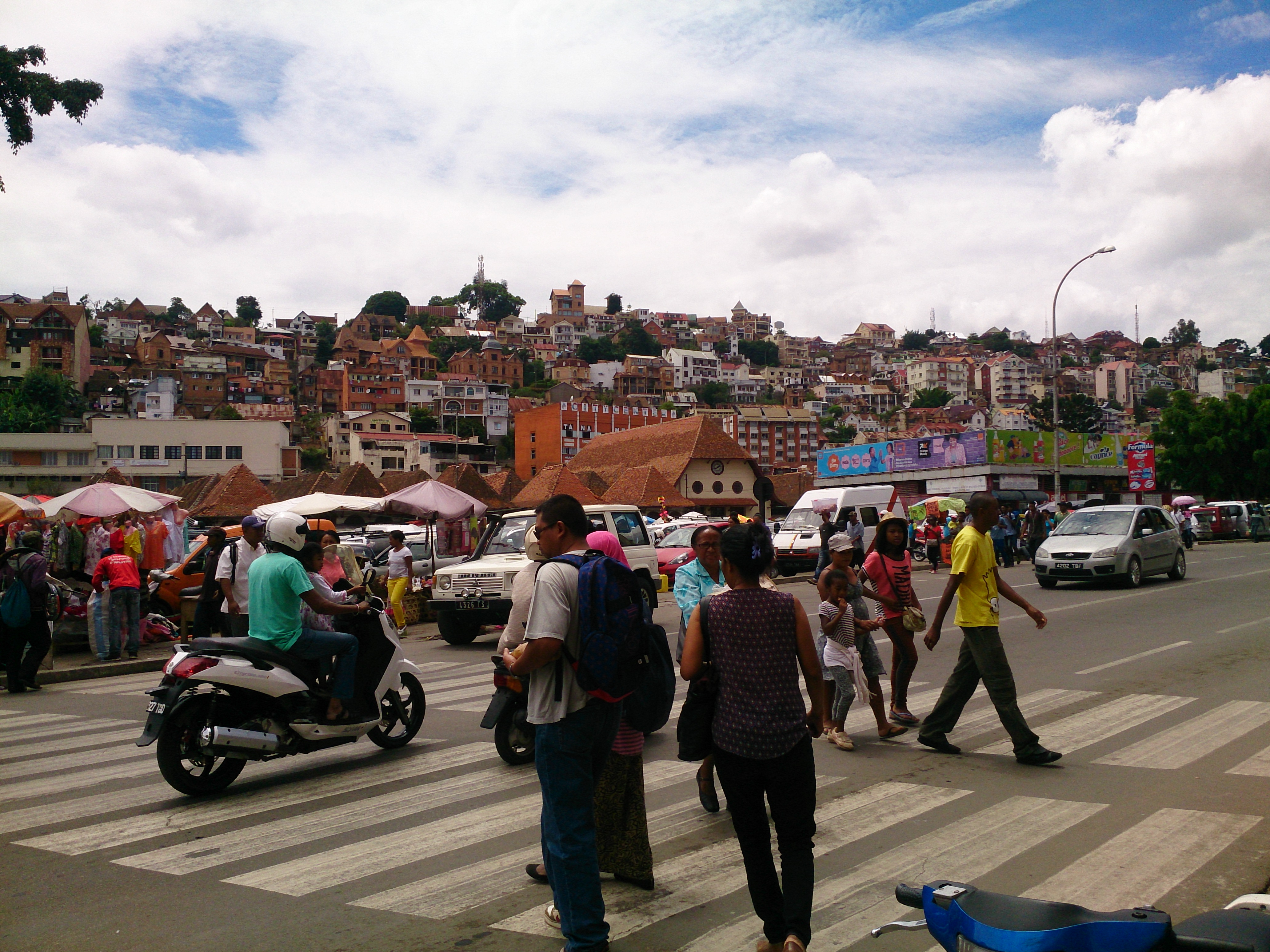
Analakely près de l'esplanade.
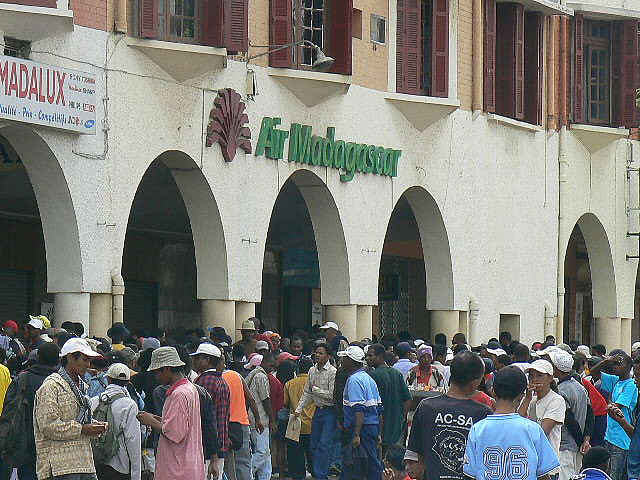
Bureaux d'Air Madagascar.
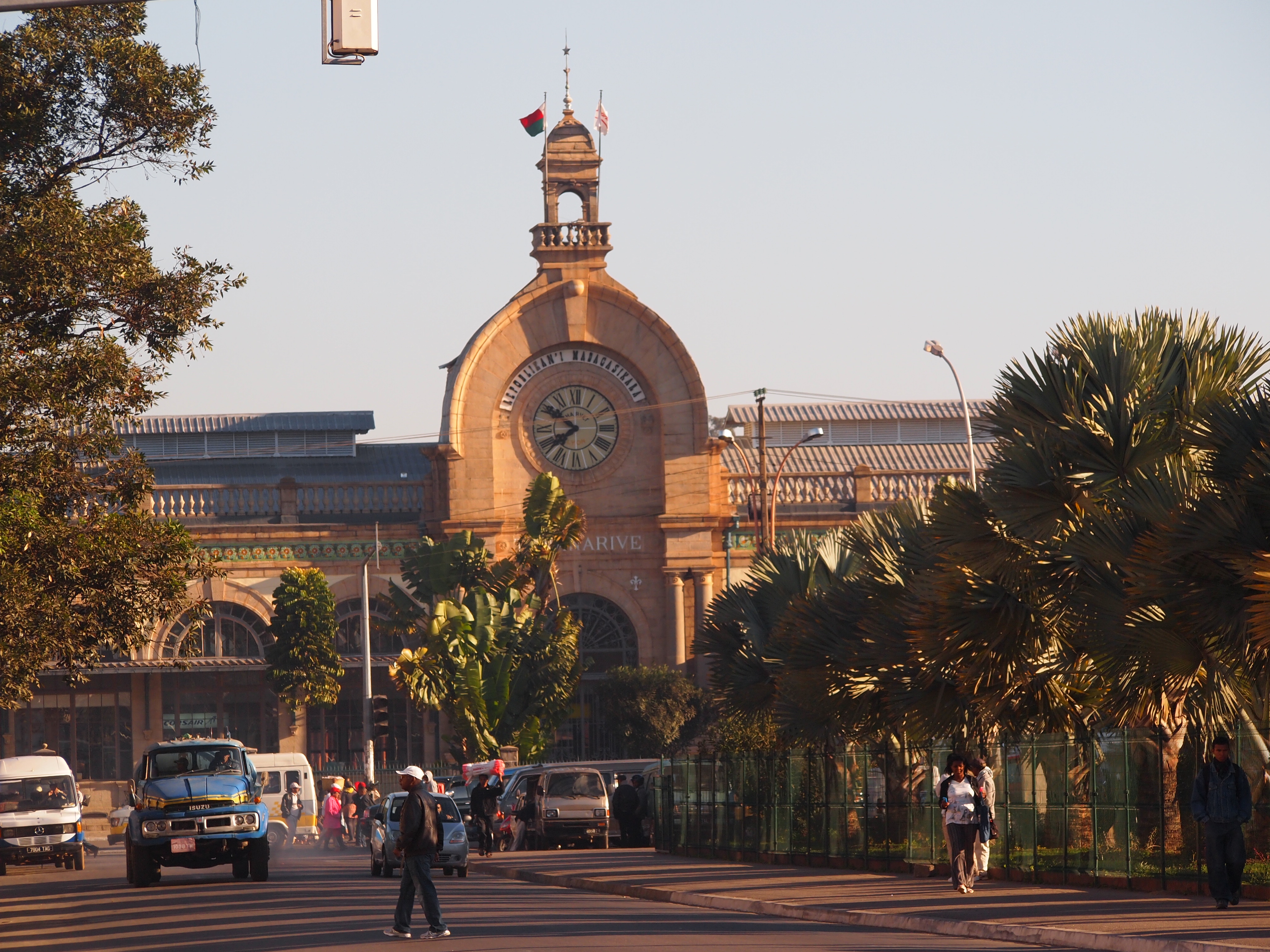
Gare de Soarano.
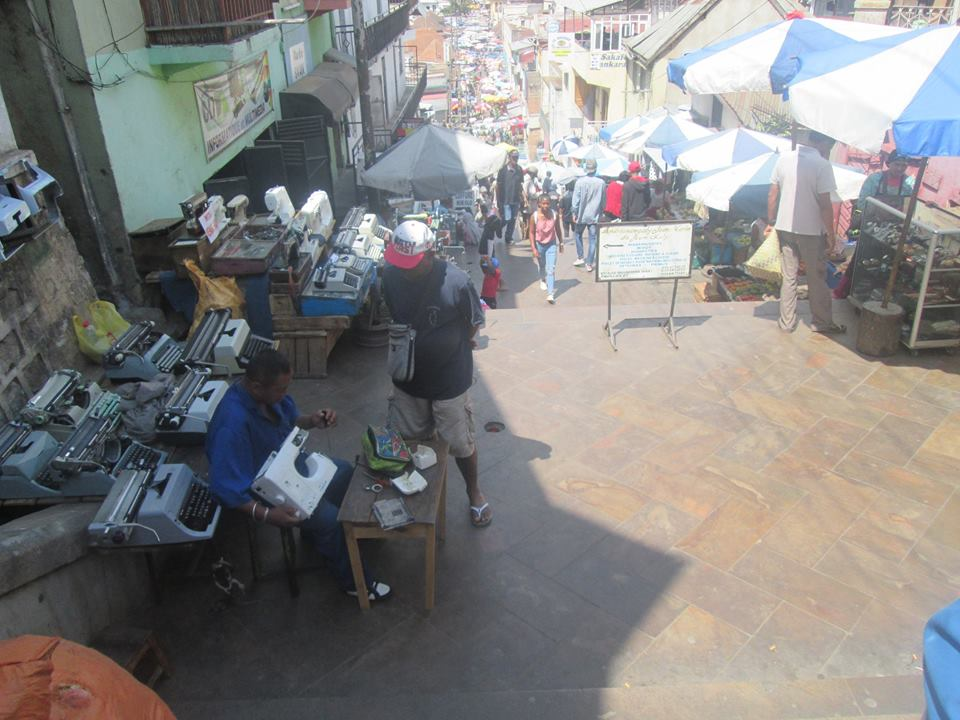
Des vendeurs du marché d'Analakely.
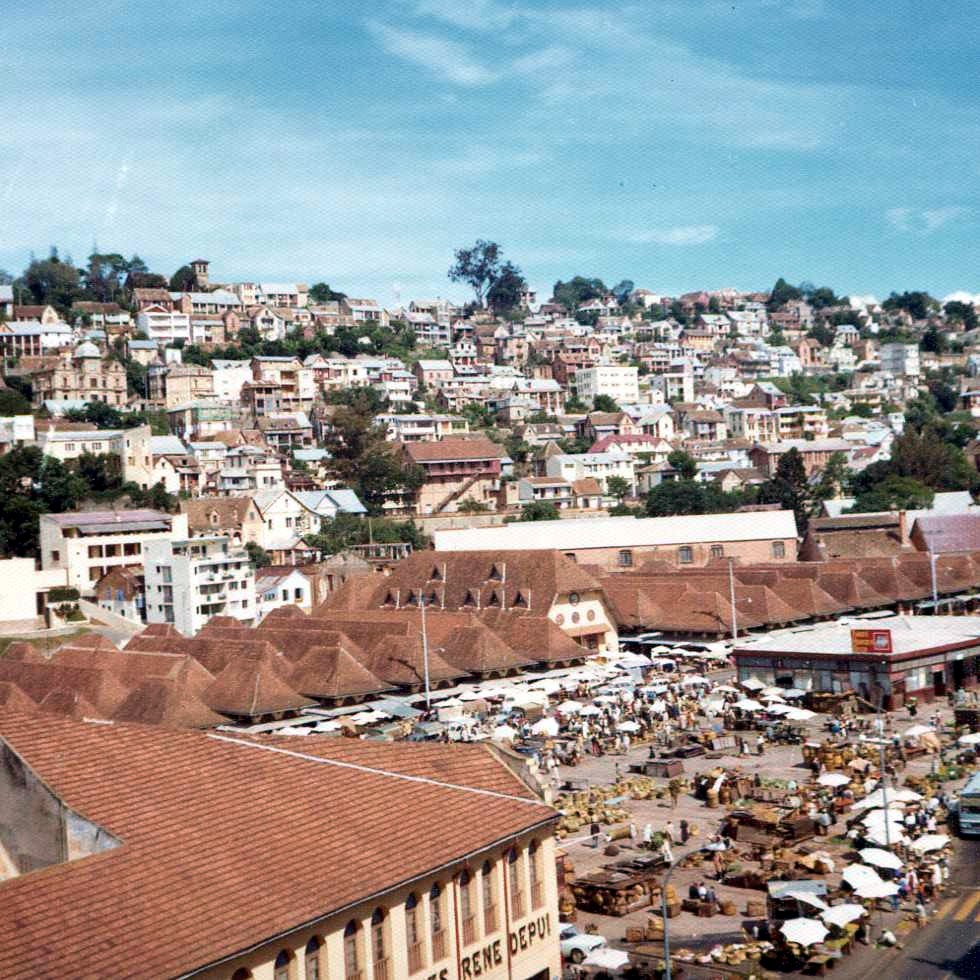
Zoma.
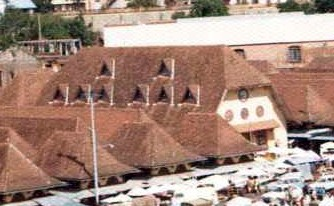
Centre communautaire Tranompokonolona.
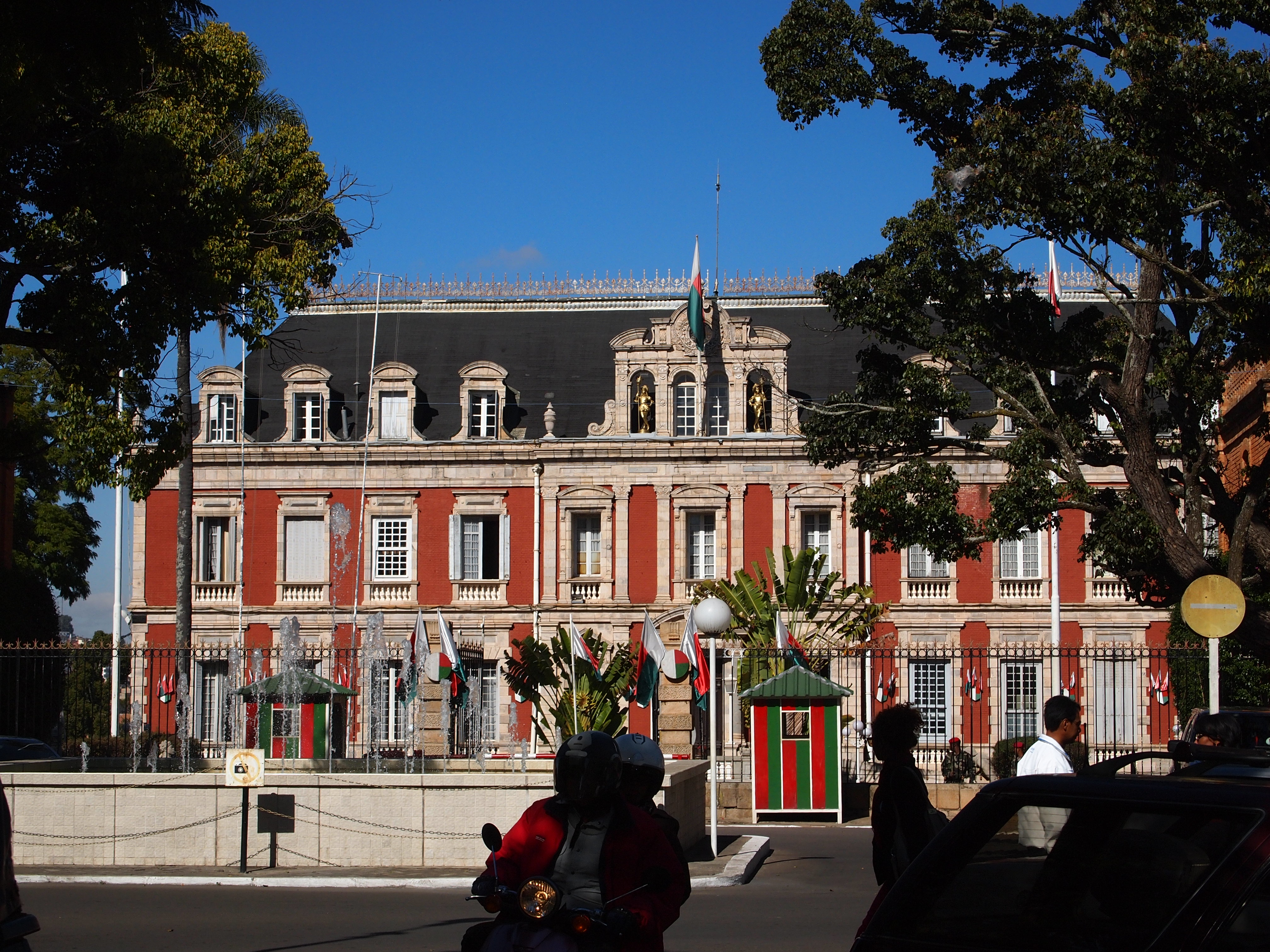
Palais présidentiel dans le quartier d'Ambohitsirohitra